# Торе Мајна (Модена)
Торе Мајна је насеље у Италији у округу Модена, региону Емилија-Ромања.
Према процени из 2011. у насељу је живело 608 становника. Насеље се налази на надморској висини од 170 м.